# Moldavie aux Jeux olympiques d'été de 2000
La Moldavie participe aux Jeux olympiques d'été de 2000 à Sydney. Sa délégation est composée de 34 athlètes répartis dans 7 sports et son porte-drapeau est l'haltérophile Vadim Vacarciuc. Au terme des Olympiades, la nation se classe 61e ex æquo avec l'Arabie saoudite et Trinité-et-Tobago avec 1 médaille d'argent et de bronze chacun. 

## Nombre d'athlètes qualifiés par sport
Voici la liste des qualifiés et sélectionnés Moldaves par sport (remplaçants compris) :
| Sport      | Hommes | Femmes | Total |
| ---------- | ------ | ------ | ----- |
| Athlétisme | 8      | 3      | 11    |
| Boxe       | 1      | 0      | 1     |

## Liste des médaillés moldaves

### Médailles d'or
Aucun athlète moldaves ne remporte de médaille d'or durant ces JO.

### Médailles d'argent
| Sport                  | Discipline                 | Sportifs      | Performance |
| Médailles d'argent : 1 |                            |               |             |
| Tir                    | Cible mobile 10 mètres (H) | Oleg Moldovan |             |

### Médailles de bronze
| Sport                   | Discipline  | Sportifs       | Performance |
| Médailles de bronze : 1 |             |                |             |
| Boxe                    | - 67 kg (H) | Vitalie Gruşac |             |

## Athlétisme

### Hommes
| Athlète             | Épreuve              | Séries        | Séries      | Quarts de finale | Quarts de finale | Demi-finales | Demi-finales | Finale          | Finale  |
| Athlète             | Épreuve              | Temps         | Rang        | Temps            | Rang             | Temps        | Rang         | Temps           | Rang    |
| ------------------- | -------------------- | ------------- | ----------- | ---------------- | ---------------- | ------------ | ------------ | --------------- | ------- |
| Vitalie Cerches     | 800 m                | 1 min 52 s 15 | 7e          | Eliminé          | Eliminé          | Eliminé      | Eliminé      | Eliminé         | Eliminé |
| Valeriu Vlas        | Marathon             | Non disputé   | Non disputé | Non disputé      | Non disputé      | Non disputé  | Non disputé  | 2 h 24 min 35 s | 55e     |
| Vadim Zadoinov      | 400 m haies          | 51 s 08       | 5e          | Eliminé          | Eliminé          | Eliminé      | Eliminé      | Eliminé         | Eliminé |
| Iaroslav Mușinschi  | 3000 mètres steeple  | 8 min 42 s 04 | 11e         | Eliminé          | Eliminé          | Eliminé      | Eliminé      | Eliminé         | Eliminé |
| Efim Motpan         | 20 kilomètres marche | Non disputé   | Non disputé | Non disputé      | Non disputé      | Non disputé  | Non disputé  | DNF             | /       |
| Feodosiy Ciumacenco | 50 kilomètres marche | Non disputé   | Non disputé | Non disputé      | Non disputé      | Non disputé  | Non disputé  | DSQ             | /       |

| Athlète       | Épreuve           | Qualification | Qualification | Finale      | Finale  |
| Athlète       | Épreuve           | Performance   | Rang          | Performance | Rang    |
| ------------- | ----------------- | ------------- | ------------- | ----------- | ------- |
| Ion Emilianov | Lancer du poids   | 17,63 m       | 36e           | Eliminé     | Eliminé |
| Roamn Rozna   | Lancer du marteau | 68,01 m       | 40e           | Eliminé     | Eliminé |

### Femmes
| Athlète          | Épreuve  | Séries      | Séries      | Quarts de finale | Quarts de finale | Demi-finales | Demi-finales | Finale | Finale |
| Athlète          | Épreuve  | Temps       | Rang        | Temps            | Rang             | Temps        | Rang         | Temps  | Rang   |
| ---------------- | -------- | ----------- | ----------- | ---------------- | ---------------- | ------------ | ------------ | ------ | ------ |
| Valentina Enachi | Marathon | Non disputé | Non disputé | Non disputé      | Non disputé      | Non disputé  | Non disputé  | DNF    | /      |

| Athlète       | Épreuve         | Qualification | Qualification | Finale      | Finale  |
| Athlète       | Épreuve         | Performance   | Rang          | Performance | Rang    |
| ------------- | --------------- | ------------- | ------------- | ----------- | ------- |
| Inna Gliznuta | Saut en hauteur | 1,89 m        | 23e           | Eliminé     | Eliminé |
| Olga Bolșova  | Saut en hauteur | 1,85 m        | 28e           | Eliminé     | Eliminé |

## Boxe

### Hommes
| Athlète       | Catégorie     | 16e de finale       | 8e de finale              | Quart de finale        | Demi-finale          | Finale              |
| Athlète       | Catégorie     | Adversaire Résultat | Adversaire Résultat       | Adversaire Résultat    | Adversaire Résultat  | Adversaire Résultat |
| ------------- | ------------- | ------------------- | ------------------------- | ---------------------- | -------------------- | ------------------- |
| Vitaly Grusac | Poids welters | Non disputé         | Victoire Ouzbékistan 13-7 | Victoire Turquie 19-10 | Défaite Ukraine 8-17 | Eliminé             |